# Муве-шкорпије
Ред мува-шкорпија („Mecoptera") представља групу холометаболних крилатих инсеката са веома богатом еволуционом историјом. Најуочљивија карактеристика мува-шкорпија је вентрално извучена рилица са усним апаратом за грицкање. Име муве-шкорпије добиле су на основу изгледа мушких полних органа код фамилије Panorpidae, који подсећају на жаоку шкорпија. Овај ред обихвата 9 савремених фамилија са око 600 врста. Зоогеографски, ред је коспомолитски распрострањен и присутан на свим континентима, али ниже таксономске категорије често поседују реликтне и ендемичне ареале.
Понекад их зову шкорпионске мухе, према њиховој највећој породици, Panorpidae, у којој мужјаци имају проширене гениталије које изгледају слично жилима шкорпија, са дугим кљуном рострумом. Bittacidae или висеће муве су друга истакнута породица, позната су по сложеним ритуалима парења у којима женке бирају парњаке на темељу квалитета даровног плена који им нуде мужјаци. Мања група су снежне шкорпије, породица Boreidae, од којих одрасли понекад буду виђени како ходају по снежним пољима. Супротно томе, већина врста овог реда насељава влажне средине у тропском појасу.
Мекоптера је уско повезана са Siphonaptera (буве), а мало је удаљенија од Diptera (правих мува). Изгледају помало као праве муве, мали до средње велики инсекти, с дугим витким телима и уским мембранским крилима. Већина се размножава у влажним окружењима као што су слојеви лишћа или маховине, а јаја се неће излећи док не дође влажна сезона. Ларве су попут гусеница и углавном се хране биљном материјом, а лутке које не хране могу проћи кроз дијапаузу све док временски услови нису повољни.
Мекоптере су можда имале важну улогу у опрашивању изумрлих врста голосеменица пре еволуције других инсеката – опрашивача, попут пчела. Одрасли модерних врста су претежно грабљивице или конзументи мртвих организама; они су први инсекти који први стигну лешина, што их чини корисним у форензичкој ентомологији.

## Разноликост
Мекотере и се разликују по дужини, од 2 до 35 . Познато је око шест стотина постојећих врста, подељених у тридесет четири родова из девет породица. Већина врста налази се у породицама Panorpidae и Bittacidae. Поред тога, постоји око четири стотине познатих фосилних врста у око осамдесет и седам родова, које су разноврсније од живих чланова реда. Група се понекад назива шкорпиомуве, због заокренутог „репа” мушких гениталија у породици Panorpidae.
Дистрибуција мекопте је широм света; највећа разноликост на нивоу врста постоји у афротропској палеарктичкој области, али у неотропској и аустралској. Нема их н Мадагаскару и многим острвима и острвским групама. Ово може указивати да је њихова способност биолошког ширења ниска, на пример према Тринидаду, Тајвану и Јапану, где су пронађен само они који су имали недавне мостове до најближих континенталних копнених маса.

### Животни циклус
Женка одлаже јајашца у блиском контакту с влагом, а јаја обично апсорбирају воду и повећавају величине након полагања. У врстама које живе у врућим подручјима, јаја се не могу излегати неколико месеци, а ларве се појављују тек када се заврши сушна сезона. Типске се, међутим, излегу након релативно кратког временског периода. Ларве су обично прилично сличне гусеница, кратких, канџастих, правих ногу и великим бројем трбушких проногу. Имају склерозиране главе с мандибулатним устима. Латве имају сложене очи, које су јединствене међу инсектима по холометаболном развоју. Десети трбушни сегмент има или усисни диск, или ређе, пар кука.
Углавном једу биљну храну или уклањају мртве инсекте, мада су познате и неке ларве грабљивице. Оне пузе по тлу или продиру у дрво до стварања лутке, не пробијају коконе. Лутке су ексксаратне, што значи да су удови слободни од тела и способне су да покрећу мандибуле, али су у противном потпуно непокретни. У сушијим срединама, могу провести неколико месеци у диапаузи, пре него што се појаве као одрасли чим су услови прикладнији.

## Фосили
Међу најраније Mecoptera спадају Nannochoristidae из горњег пермског доба. Фосилне мекоптере постају учестале и разнолике током креде, на пример у Кини, где су пронађени панорпиди попут Jurassipanorpa, висеће муве (Bittacidae и Cimbrophlebiidae), Orthophlebiidae и Cimbrophlebiidae.
Изумрле врсте Mecoptera могле су бити важни опрашивачи раних голосеменица (Gymnospermae) током касног дела средње јуре до средине – раног кредног периода пре него што су се развиле друге опрашивачке групе, попут пчела. То су биле углавном биљке које се опрашују ветром, али фосилне мекоптере су имала усни апарат за сифонску ишрану, који је могао оплодити ове ране гимносперме приликом узимња нектара и полена. Недостатак обогаћивања гвожђем у њиховом фосилизираном пробосцису, искључује употребу за испијање крви.
Најстарији фосилни налази потичу с краја Палеозоика (из Перма), а до данас је описано преко 400 фосилних врста овог реда. Новија истраживања молекуларне систематике у оквире реда „Mecoptera" сврставају и ред бува (Siphonaptera), што би ред мува-шкорпија чинило парафилетском и веома бројном групом (преко 3000 врста). Врло је вероватан сценарио по коме су фосилне „Mecoptera" базалне за целу групу Panorpida, што би значило да су се из реда мува-шкорпија издвојиле гране које су се диференцирале у редове попут двокрилаца или лептира. Ревизија систематике реда „Mecoptera" је неопходна ради установљавања монофилетских група.
Фосилне муве-шкорпије се сврставају у 16-25 фамилија, а савремене у 9. Од савремених, најпримитивнији су представници фамилије Nannochoristidae, код којих и ларве и адулти имају карактеристике и реда мува-шкорпија и реда двокрилаца. Најбројније савремене фамилије су Panorpidae, која обухвата око 380 врста, и Bittacidae са око 180 врста.

## Филогенија и систематика реда
Унутар кладуса Aneuretopsychina, идентификовано је једанаест врста из три породице, Mesopsychidae, Aneuretopsychidae и Pseudopolycentropodidae. Дужина им се креће од око 3  у  до 28  у . Пробосцис би могао бити дугачак око 10 . Претпоставља се да су ове мекоптере преносиле полен на деловима усног апарата и површине главе, као што то раде данас пчелиње муве и друге, али тако везан полен није пронађено, чак ни када су инсекти добо сачувани у еоценском балтичком ћилибару. Вероватно су опрашивале биљке попут оних из породица Caytoniaceae, Cheirolepidiaceae и реда Gnetales, које имају овулацијске органе који су неприкладни за опрашивање ветром или имају структуре које би могле подупријети дуготрајно пробосцидно уношење храњиве течности.
Најразноврснија група мекоптера била је Aneuretopsijahina најновијем дели перма, заузевши место Permochoristidae, до средњг тријаса. Током касног тријаса и средње јуре, врсте Aneuretopsychina поступно су замењене врстама из породица Parachoristidae и Orthophlebiidae. Модерне породице мекоптера потичу од таксона Orthophlebiidae.
-Juracimbrophlebia ginkgofolia (Bittacidae) реконструкција, јура; Кина
-Jurassipanorpa sticta (Panorpidae), јура; Кина
- Поткрилца Dinokanaga andersoni (Dinopanorpidae), еоцен; држава Вашингтон